# نيا بيركس
نيا بيركس (بالإنجليزية: Nia Burks)‏ هي فنانة أمريكية، ولدت في 1984.